# Dallas Cowboys 1976
La stagione 1976 dei Dallas Cowboys è stata la 17ª della franchigia nella National Football League.

## Calendario

### Stagione regolare
| Turno | Data       | Avversario             | Risultato | Pubblico |
| ----- | ---------- | ---------------------- | --------- | -------- |
| 1     | 12/9/1976  | Philadelphia Eagles    | V 27–7    | 54,052   |
| 2     | 19/9/1976  | at New Orleans Saints  | V 24–6    | 61,413   |
| 3     | 26/9/1976  | Baltimore Colts        | V 30–27   | 64,237   |
| 4     | 3/10/1976  | at Seattle Seahawks    | V 28–13   | 62,027   |
| 5     | 10/10/1976 | at New York Giants     | V 24–14   | 76,042   |
| 6     | 17/10/1976 | at St. Louis Cardinals | S 21–17   | 50,317   |
| 7     | 24/10/1976 | Chicago Bears          | V 31–21   | 61,346   |
| 8     | 31/10/1976 | at Washington Redskins | V 20–7    | 55,004   |
| 9     | 7/11/1976  | New York Giants        | V 9–3     | 58,870   |
| 10    | 15/11/1976 | Buffalo Bills          | V 17–10   | 51,799   |
| 11    | 21/11/1976 | at Atlanta Falcons     | S 17–10   | 54,992   |
| 12    | 25/11/1976 | St. Louis Cardinals    | V 19–14   | 62,498   |
| 13    | 5/12/1976  | at Philadelphia Eagles | V 26–7    | 55,072   |
| 14    | 12/12/1976 | Washington Redskins    | S 27–14   | 59,916   |

### Playoff
| Turno      | Data       | Avversario       | Risultato | Pubblico |
| ---------- | ---------- | ---------------- | --------- | -------- |
| Divisional | 19/12/1976 | Los Angeles Rams | S 14–12   | 62,436   |